# Chân lý

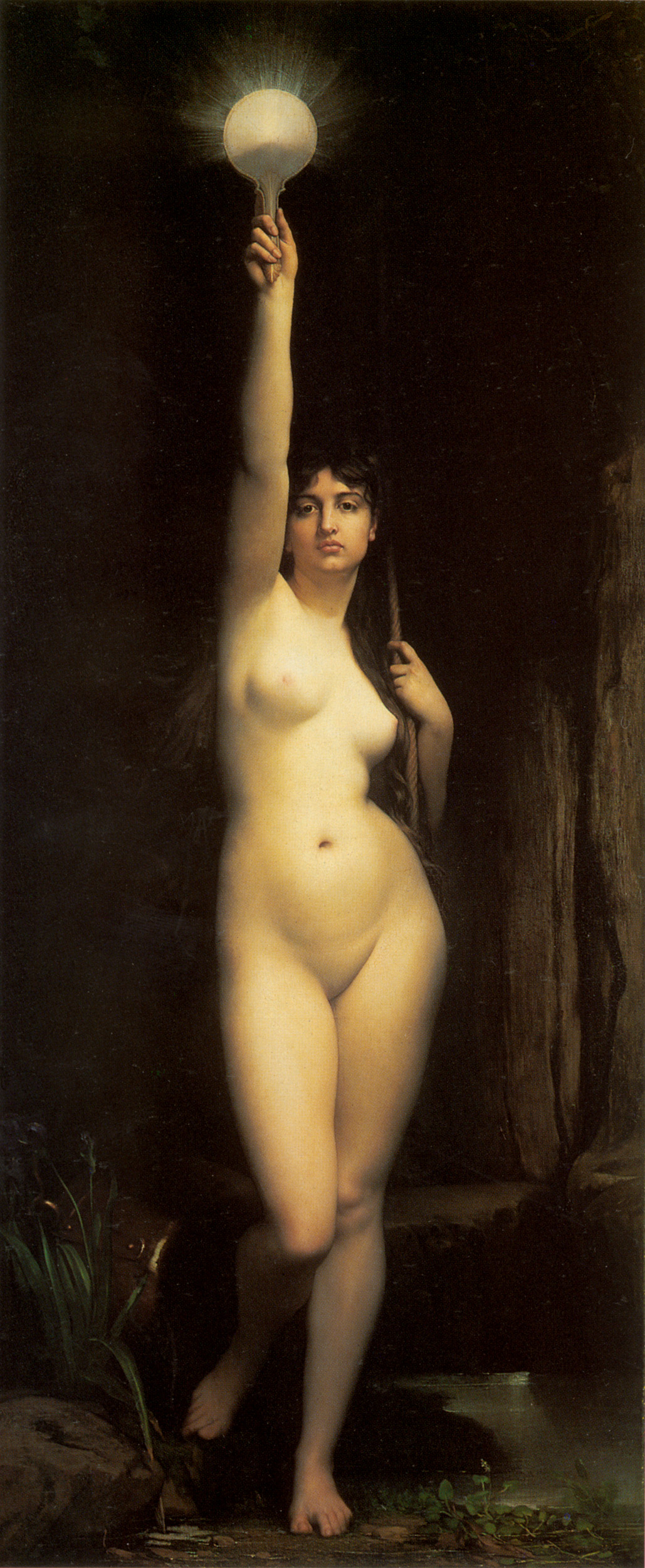
Họa phẩm về thần Chân Lý

Chân lý hay sự thật hay là Lẽ thật là khái niệm để chỉ những tri thức có nội dung phù hợp với thực tế khách quan; sự phù hợp đó đã được kiểm tra và chứng minh bởi thực tiễn. Sự tồn tại của chân lý và khả năng nhận thức của con người đạt đến chân lý là những vấn đề cơ bản của nhận thức luận.